# Sciara townesi
Sciara townesi là một ruồi trong họ Sciaridae, thuộc chi Sciara. Loài này được Shaw miêu tả khoa học đầu tiên năm 1935.